# American Imago
American Imago è una rivista accademica di pubblicazione trimestrale fondata nel 1939 da Sigmund Freud e Hanns Sachs, con l'intento di riunire gli analisti classici. La rivista oltre a pubblicare articoli all'avanguardia e recensioni di libri, segue l'obiettivo di esplorare il ruolo della psicoanalisi nella teoria sociale, letteraria e culturale contemporanea, considerando anche le questioni relative all'antropologia, alla filosofia, alla politica, agli studi culturali, alla storia, alla storia dell'arte, alla musicologia, all'educazione e agli studi di genere.
Lo stesso Sachs fu caporedattore da quando la rivista iniziò la pubblicazione e rimase in carica fino alla data della sua morte, nel 1947. L'attuale caporedattore è Louis Rose. Il giornale è pubblicato dalla Johns Hopkins University Press dal 1991.